# Porroglossum dalstroemii
Porroglossum dalstroemii är en orkidéart som beskrevs av Carlyle August Luer. Porroglossum dalstroemii ingår i släktet Porroglossum och familjen orkidéer. Inga underarter finns listade i Catalogue of Life.